# راشيل هيلبرت
راشيل هيلبرت (بالإنجليزية: Rachel Hilbert)‏ هي عارضة أمريكية، ولدت في 14 مارس 1995 في روتشستر في الولايات المتحدة.

## النشأة
نشأت هيلبرت في مدينة ويبسـتر، نيويورك، وهي إحدى ضواحي مدينة روتشستر. بدأت عرض الأزياء محليًا في سن مبكرة، حتى اصطحبتها والدتها إلى مدينة نيويورك خلال عطلة الربيع في سنتها الثانية من المرحلة الثانوية لتجربة حظها في عدد من وكالات عرض الأزياء. كانت هيلبرت أيضًا متزلجة تنافسية وراقصة خلال فترة دراستها في مدرسة ويبستر توماس الثانوية، حيث تخرجت في عام 2013.

## وصلات خارجية
- راشيل هيلبرت على موقع IMDb (الإنجليزية)
- راشيل هيلبرت على موقع دليل عارضات الأزياء (الإنجليزية)